# SAYC
Le SAYC (pour Standard American Yellow Card) est le système d'enchère de bridge utilisé aux États-Unis et dans de nombreux pays du monde. Il est basé, comme le système d'enchère français, sur la majeure cinquième.
(Voir Bridge pour les définitions et abréviations usuelles.)
Les principales différences d'enchères entre le SAYC et le système français sont :
- 3SA est une ouverture naturelle forte (25-27 HCP*) ;
- 2♦ est une ouverture faible sur le même principe que 2♥ et 2♠ ;
- 2♣ est une ouverture forte illimitée, la réponse 2♦ est faible (moins de 8HCP) ;
- un certain nombre de réponses au niveau de 2 sont forcing de manche, en particulier la réponse 2SA ou 3SA à l'ouverture de 1 en majeure (2SA Jacoby : fitté avec 13-14H, 3SA fitté avec 15-17HCP) ;
- Le 4♣ Gerber remplace le 4SA Blackwood après une ouverture à Sans-Atout (ou à la suite d'enchères concluant à 3SA).

* High Card Points : points H
Dans le jeu de la carte, la défausse française (appel par défausse d'une "grosse petite carte") n'est pas forcément utilisée.

## Variante
La principale variante du SAYC est le 2/1 (deux sur un), dans lequel un changement de couleur au niveau de 2 par le répondant indique un espoir ou une certitude de manche. Le 2/1 a été adopté par les robots GIB sur BBO